# 贝雷亚
贝雷亚，是西班牙加利西亚自治区奥伦塞省的一个市镇。总面积94平方公里，总人口1395人（2001年），人口密度15人/平方公里。